# NISO Metadata for Images in XML
NISO Metadata for Images in XML (kurz NISO MIX oder MIX) ist ein XML-Metadatenformat zur Beschreibung von Bilddateien und von digitalen Bildsammlungen. 
Es definiert ein Austauschformat mit Feldern für die im NISO-Standard Data Dictionary - Technical Metadata for Digital Still Images (ANSI/NISO Z39.87-2006) definierten Elemente, beispielsweise für Dateigröße, Bildauflösung und Farbprofil.
NISO MIX wird als XML-Schema – mit Unterstützung durch Anwender – vom Network Development and MARC Standards Office der Library of Congress entwickelt und verwaltet. Seit 2008 liegt der Standard in der Version 2.0 vor.
Eine wichtige Anwendung für NISO MIX ist die Beschreibung von Bilddateien innerhalb von METS-Dateien (METS: Metadata Encoding & Transmission Standard).